# Song Ha-yoon
Song Ha-yoon, pseudonimo di Kim Mi-sun (김미선?, Gim Mi-seonLR, Kim Mi-sŏnMR; Bucheon, 2 dicembre 1986), è un'attrice sudcoreana.
Dal 2005 al 2012 è stata nota con il nome artistico di Kim Byul. Sin da allora è divenuta nota per le sue interpretazioni nei drama coreani Ssam, my way e Maseong-ui gippeum.

## Filmografia

### Cinema
- Daenseo-ui sunjeong (댄서의 순정?), regia di Park Young-hoon (2005)
- Dasepo sonyeo (다세포 소녀?), regia di E J-yong (2006)
- Love House (러브 하우스?), regia di Kim Wan-su (2006)
- Agi-wa na (아기와 나?), regia di Kim Jin-young (2008)
- Jangryesig-ui member (장례식의 멤버?), regia di Baek Seung-bin (2008)
- Bisang (비상?), regia di Park Jeong-hun (2009)
- Gwaeng-i (괭이?), regia di Lee Cheol-ha (2009)
- Hwacha (화차?), regia di Byun Young-joo (2012)
- Naneun gongmuwon-ida (나는 공무원이다?), regia di Koo Ja-hong (2012)
- Jeboja (제보자?), regia di Yim Soon-rye (2014)
- Tto hana-ui sarang (또 하나의 사랑?), regia di Kim Young-in (2016)
- Wanbyeokhan ta-in (완벽한 타인?), regia di Lee Jae-kyoo (2018)

### Televisione
- Sang-doo-ya, hakgyo gaja! (상두야, 학교가자!?) – serial TV (2004)
- Nonstop 5 논스톱 5? – serial TV (2004-2005)
- Choegang Chil-woo (최강칠우?) – serial TV (2008)
- Yuryeong (유령?) – serial TV (2012)
- Reset (리셋?) – serial TV (2014)
- Sweden setakso (스웨덴 세탁소?) – serial TV (2014)
- Dream Knight (드림나이트?) – serial TV (2015)
- Geuraedo pureureun nar-e (그래도 푸르른 날에?) – serial TV (2015)
- Nae ttal, Geum Sa-wol (내 딸, 금사월?) – serial TV (2015-2016)
- Neol manjilgeo-ya 널 만질거야? – serial TV (2016)
- Eonnineun sar-aitda (언니는 살아있다?) – serial TV (2017)
- Ssam, my way (쌈, 마이웨이?) – serial TV (2017)
- Maseong-ui gippeum (마성의 기쁨?) – serial TV (2018)
- Vuoi sposare mio marito? (내 남편과 결혼해줘?, Nae nampyeon-gwa gyeolhonhaejwoLR) – serial TV (2024)